# Pichai Sayotha
Pichai Sayotha (ur. 24 grudnia 1979 w Tajlandii) – tajski bokser, srebrny medalista mistrzostw świata z Bangkoku.

## Kariera amatorska
Jako amator, Sayotha zdobył srebrny medal podczas mistrzostw świata w Bangkoku. W finale przegrał z Mario Kindelánem.
W 2008 reprezentował swój kraj na igrzyskach w Pekinie, odpadł z turnieju gdy w 2 walce pokonał go Baek Jong-seop.